# 詹姆斯·哈德利·贝灵顿

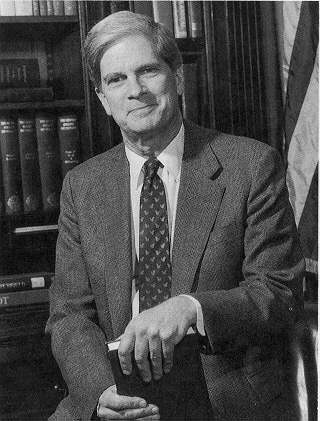
中年时期

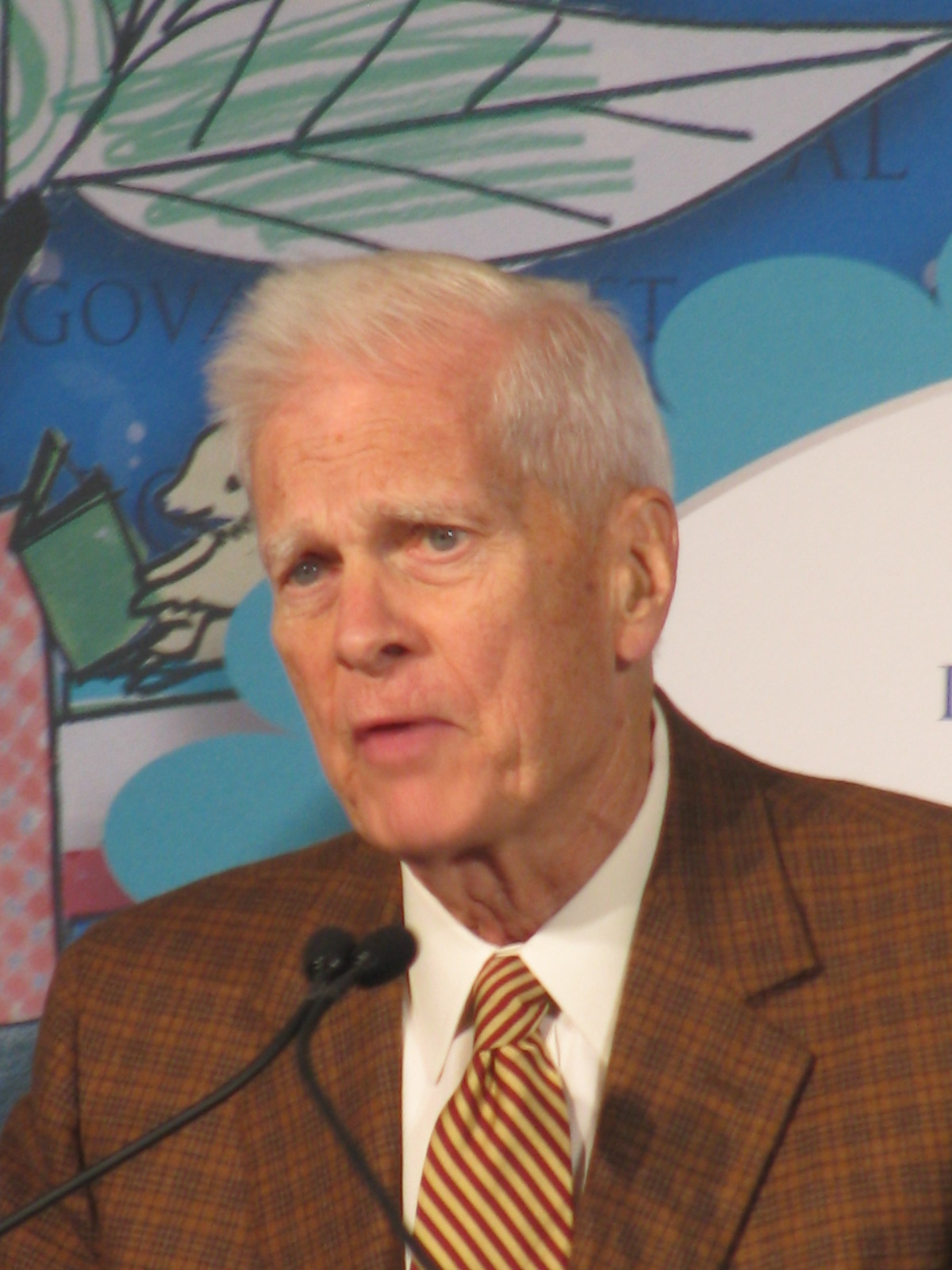
老年

詹姆斯·哈德利·贝灵顿（英語：James Hadley Billington，1929年6月1日—2018年11月20日），美国历史学者、美国国会图书馆第13任馆长（1987-2015年）。

## 生平

### 早年
贝灵顿出生于宾夕法尼亚州布尔穆尔，在费城地区的公共学校接受教育。在劳尔梅里恩高中（Lower Merion High School）和普林斯顿大学，他都被选为毕业典礼时致告别辞的班级学生代表。1950年，他以最高荣誉从普林斯顿大学毕业。三年之后，他在牛津大学贝利奥尔学院获得博士学位，并得到罗兹奖学金。此后他供职于美军以及美国国家预算局。1957年至1962年他在哈佛大学教授历史，随后的1964年至1974年他担任普林斯顿大学的历史学教授。

### 职业生涯
1973年至1987年间，贝灵顿作为伍德罗·威尔逊国际学术中心（为纪念美国第28任总统伍德罗·威尔逊而设）主任，他成立了凯南高级俄罗斯研究所和威尔逊季刊等七个新项目。
1987年9月14日，贝灵顿宣誓就职，成为美国国会图书馆第13任馆长。
贝灵顿发起了国会图书馆的美国国家数字图书馆（NDL）“美国往事”项目，使人们可以从网上查阅超过850万份国会图书馆及其他研究机构关于美国历史的资料。“美国往事”及其他国会图书馆互联网资源，包括了国会数据库、THOMAS（国会立法信息数据库）、在线卡片索引、展览、美国版权局信息以及一个的专为儿童和家庭开设的网站“美国图书馆”，在去年点击次数超过26亿次。
同时，贝灵顿还创建图会图书馆第一个国家私人顾问团体——詹姆斯·麦迪逊委员会，其成员支持“美国往事”项目及其他国会图书馆对外项目，并帮助国会图书馆获得更多馆藏。在国会图书馆200周年纪念的2000年，约翰·詹姆斯·麦迪逊委员会主席约翰·克鲁吉捐出国会图书馆历史上最庞大的6000万美元在国会图书馆下成立了约翰·克鲁吉中心，并为人文学科和社会科学领域取得重大成就的学者提供奖金。
贝灵顿曾10次陪伴国会代表团前往俄罗斯与前苏联访问。1988年6月他陪伴罗纳德·里根总统前往在莫斯科召开的苏联峰会。他是开放世界项目的创办者，也是开放世界领袖中心信任理事会主席。开放世界项目是美国国会的一项无党派计划，已组织了6265名俄罗斯年轻政治领袖访问美国。

## 著作
贝灵顿的主要著作有《米海伊洛夫斯基于俄罗斯民粹派》（1956年）、《圣像与斧头》（1966年）、《男人心中的怒火》（1980年）、《俄罗斯转型：希望的突破，1991年8月》（1992年）和《俄罗斯面面观》（1998年）（他撰写并配音的三集同名电视系列在公共电视网播出）。《圣像与斧头》、《男人心中的怒火》及《俄罗斯面面观》都被翻译成多种语言在世界各国发行。

## 奖项和荣誉
贝灵顿总共得到过33项荣誉学位，以及普林斯顿大学的伍德罗·威尔逊奖章（1992年）、UCLA奖章（1999年）、国际俄罗斯语言和文化教师协会设立的普希金奖章。最近，他被格鲁吉亚第比利斯大学（1999年）和莫斯科国立大学（2001年）授予人文学科荣誉博士学位。2002年12月，他又得到了牛津大学荣誉博士学位。
贝灵顿还是俄罗斯科学院院士，并获得过法国艺术文学骑士勋章与司令勋章、巴西南十字司令勋章、意大利功绩勋章（Order of Merit）、德国骑士十字勋章、韩国光华奖章以及吉尔吉斯斯坦钦吉斯·艾特马托夫金质奖章。

## 职务
贝灵顿长斯担任《外交》和《今日神学》的编辑顾问委员会成员，外国学术委员会成员（1971年-1976年，其中1973年-1975年担任主席），负责在富布赖特—海斯法案下进行全球范围的学术交流。他同时还是美国对外关系委员会成员、肯尼迪表演艺术中心委员会成员、美国哲学会会员以及美国艺术与科学研究院成员。

### 个人生活
贝灵顿的妻子是玛乔莉·安妮·布伦南（Marjorie Anne Brennan）。他们育有四个子女：苏珊·哈珀（Susan Harper）、安妮·费歇尔（Anne Fischer）、小詹姆斯·哈德利（James Hadley, Jr.）和托马斯·基特（Thomas Keator）。